# Franska vetenskapsakademin
Franska vetenskapsakademin (franska: Académie des sciences) är en fransk vetenskaplig akademi. Den grundades 22 december 1666 av kung Ludvig XIV efter ett förslag från den franske statsmannen och finansministern Jean-Baptiste Colbert. Bland tillskyndarna fanns den franske fysikern och prästen Edme Mariotte, som gjorde en oberoende upptäckt av Boyles lag, som därför i Frankrike har kallats Mariottes lag.

## Presidenter i akademin[3]
Fram till och med 1974 valdes ordföranden för akademin vanligtvis på ett år, därefter på två. Den förste ordföranden, 1699, var Jean-Paul Bignon, som valdes 16 gånger fram till och med 1734. Den mest kända ordföranden som akademin haft var Napoleon Bonaparte år 1800. Bland kända forskare som innehaft positionen märks bland andra: Pierre-Simon de Laplace (1796), Bernard-Germain de Lacépède (1797, 1811), Claude Louis Berthollet (1801), Charles-Augustin de Coulomb (1801), Louis Antoine de Bougainville (1808), Louis Joseph Gay-Lussac (1822), Étienne Geoffroy Saint-Hilaire (1833), Antoine César Becquerel (1838), Jean-Victor Poncelet (1840, 1842), Adolphe-Théodore Brongniart (1847), Isidore Geoffroy Saint-Hilaire (1855, 1857), Henri Milne-Edwards (1861), Charles-Eugène Delaunay (1868), Joseph Liouville (1870), Joseph Bertrand (1874), Edmond Becquerel (1880), Émile Blanchard (1883), Jules Janssen (1887, 1888), Maurice Loewy (1894), Henri Poincaré (1906), Henri Becquerel (1908) och Gabriel Lippmann (1912).

### På 2000-talet
- 2001–2002 Hubert Curien
- 2003–2004 Étienne-Émile Baulieu
- 2005–2006 Édouard Brézin
- 2007–2008 Jules Hoffmann
- 2009–2010 Jean Salençon
- 2011–2012 Alain Carpentier
- 2013–2014 Philippe Taquet
- 2015–2016 Bernhard Meunier
- 2017-2018 Sébastien Candel
- 2019-2020 Pierre Corvol